# Lexmark

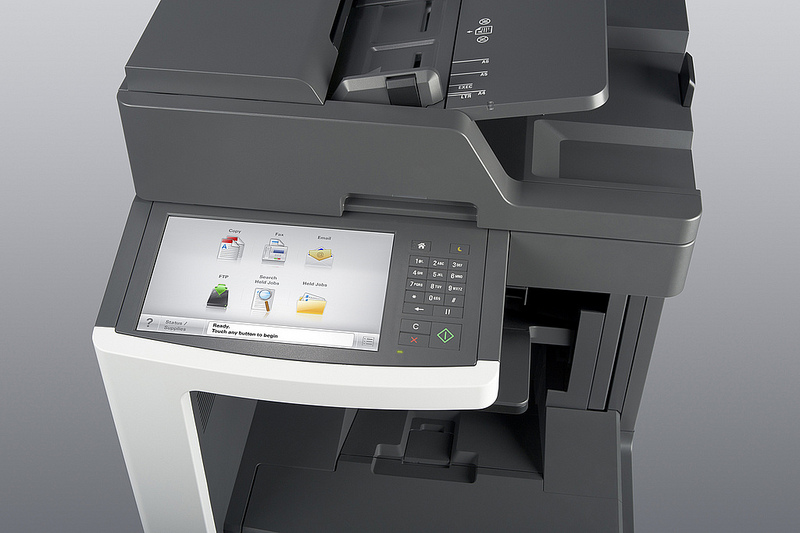
Urządzenie wielofunkcyjne Lexmark z serii MX812

Lexmark (Lexmark International Inc.) – dostawca szerokiej gamy produktów do druku i skanowania obrazu, programów, rozwiązań i usług. Częścią Lexmarka jest Perceptive Software, dostawca oprogramowania do inteligentnego wczytywania dokumentów i do zarządzania treścią. W 2012 r. Lexmark sprzedał produkty w ponad 170 krajach i odnotował przychody w wysokości około 3,8 mld USD.
Od 2016 roku przedsiębiorstwo jest współwłasnością konsorcjum złożonego z trzech międzynarodowych firm: Apex Technology, PAG Asia Capital i Legend Capital.

## Historia
Lexmark powstał w 1991 roku, w wyniku wydzielenia z firmy IBM działu zajmującego się drukarkami i materiałami eksploatacyjnymi i przejęcia go przez firmę inwestycyjną Clayton & Dubilier & Rice, Inc. Lexmark po raz pierwszy notowany był na nowojorskiej giełdzie papierów wartościowych 15 listopada 1995 roku.

## Działalność[potrzebnyprzypis]
Główna siedziba firmy znajduje się w Lexington w stanie Kentucky (USA). Lexmark posiada też dział Badań i Rozwoju w siedzibie głównej oraz w innych miastach na świecie – w Boulder w stanie Kolorado, Kansas City w stanie Kansas, Cebu na Filipinach i w Kalkucie w Indiach. Oprócz tego, Lexmark posiada biura w Ameryce Północnej i Południowej, Azji oraz Europie, które zatrudniają ponad 12 200 pracowników.
Poza produkcją urządzeń pod własną marką, Lexmark wytwarza drukarki dla firm Dell oraz IBM InfoPrint. Lexmark dostarcza również rozwiązania i usługi związane z drukiem, dostępne za pośrednictwem ekranu dotykowego umieszczonego na drukarkach lub urządzeniach wielofunkcyjnych. Umożliwiają one dostęp do wielu aplikacji, redukujących złożoność procesów biznesowych, związanych z obiegiem dokumentów.

## Przejęcia i akwizycje
W maju 2010 roku Lexmark podpisał umowę przejęcia firmy Perceptive Software w celu umocnienia i rozbudowy rozwiązań związanych z obiegiem dokumentów oraz usługami zarządzania drukiem. Perceptive Software to czołowy dostawca oprogramowania do zarządzania treścią w przedsiębiorstwie (ECM), dzięki któremu firmy mogą w łatwy sposób zarządzać cyklem życia dokumentów i treści, uprościć procedury biznesowe, a także zwiększyć skuteczność operacyjną. Siedziba Perceptive Software znajduje się w Kansas City w stanie Kansas, a biura regionalne w Australii, Belgii, Brazylii, Francji, Niemczech, Włoszech, Holandii, Singapurze, Hiszpanii, Szwajcarii, Zjednoczonych Emiratach Arabskich oraz Wielkiej Brytanii.
W 2011 Lexmark przejął Pallas Athena z Holandii. Wartość transakcji została oceniona na około 50,2 mln dolarów. Holenderska firma jest teraz częścią Perceptive Software. Zakup Pallas Athena wzmacnia i rozbudowuje obszary kompleksowych usług zarządzania drukiem (MPS) o zarządzanie procesami biznesowymi (BPM), zarządzanie danymi wyjściowymi (DOM) oraz oprogramowanie do analizy procesów. Marka Pallas Athena została zintegrowana z dwoma obszarami działalności Perceptive Software – "Perceptive Process" oraz "Perceptive Content".
W marcu 2012, Lexmark ogłosił przejęcie za kwotę bliską 148 mln dolarów firmy BDGB z Luxemburga oraz jej amerykańskiej filii Brainware. Brainware Inc. jest innowacyjnym dostawcą rozwiązań pomagających firmom z rankingu Global 2000 w wyszukiwaniu i przechwytywaniu danych oraz eliminującym pracochłonne wyszukiwanie danych, przyspieszanie przetwarzania dużej ilości treści, a także odzyskiwanie danych całego przedsiębiorstwa. Inteligentna platforma przechwytywania danych Brainware dokładnie selekcjonuje informacje z dokumentów elektronicznych i papierowych, nadaje im priorytety oraz przekazuje do systemów zarządzania danymi, systemów ERP oraz systemów zarządzania finansami, znajdujących się po stronie klienta. Marka Brainware została wcielona do oddziału “Perceptive Intelligent Capture” 15 października 2012 roku.
W marcu 2012, Lexmark przejął za około 32 mln dolarów australijską firmę ISYS Search Software oraz, za taką samą kwotę, amerykańską Nolij Corporation. ISYS jest światowym liderem w wydajnym wyszukiwaniu informacji biznesowych oraz dostawcą uniwersalnych rozwiązań ułatwiających dostęp do informacji. Nolij jest uznanym dostawcą rozwiązań sieciowych w zakresie obrazowania, zarządzania oraz obiegu dokumentów w szkolnictwie wyższym. Marka ISYS została wcielona do „Perceptive Search”, natomiast marka Nolij do „Perceptive Content”.
W styczniu 2013, Lexmark przejął Acuo Technologies z Minnesoty (USA) za 45 mln dolarów, a w marcu tego samego roku ogłosił przejęcie firm AccessVia z Seattle oraz Twistage z San Francisco za łączną cenę około 31.5 mln dolarów. Twistage w połączeniu z rozwiązaniami Lexmarka umożliwiło klientom przechwytywanie, zarządzanie i dostęp do wszystkich treści, w tym treści multimedialnych, w biznesowym środowisku. W połączeniu z usługami zarządzania drukiem (MPS) oraz doświadczeniem Lexmarka w dostarczaniu rozwiązań związanych z drukiem w sektorze sprzedaży na rynku detalicznym, AccessVia umożliwiło klientom szybkie projektowanie i produkowanie oznaczeń do sklepów, co pozwoliło na lepsze zarządzanie asortymentem w rozproszonym środowisku hal sklepowych.
W sierpniu 2013 roku, Lexmark przejęł niemiecką firmę Saperion AG, wiodącego producenta i dostawcę rozwiązań do zarządzania zasobami informacyjnymi w przedsiębiorstwach (ECM – enterprise content management) oraz do zarządzania procesami biznesowymi (BPM – business process management). Wartość kontraktu to ok. 72 mln dolarów. Saperion podlega Perceptive Software. Saperion posiada rozległą bazę klientów, zarówno wśród firm średniej wielkości, jak i globalnych przedsiębiorstw takich jak Schindler, E.ON, Fleurop, Henkel, Lufthansa, Vodafone, Daimler i Siemens, gdzie wdrożenia obejmują całe firmy.
W październiku 2013 roku, Lexmark International ogłosił przejęcie PACSGEAR, czołowego dostawcy rozwiązań do przechwytywania, zarządzania oraz udostępniania obrazów i dokumentów w sektorze medycznym. Rozwiązania PACSGEAR integrują dokumenty z istniejącym systemami do archiwizacji i transmisji obrazów (PACS - Picture Archiving and Communication Systems) oraz systemami elektronicznych danych medycznych (EMR – Electronic Medical Records). Wartość transakcji to około 54 miliony dolarów. Dzięki temu przejęciu, Perceptive Software będzie mógł zaoferować wyjątkową, niezależną od dostawcy i spełniającą normy platformę do gromadzenia danych medycznych – przechwytywania, zarządzania i udostępniania wizualnych informacji o pacjentach oraz związanych z nimi dokumentów wewnątrz placówki opieki zdrowotnej wykorzystując EMR oraz pomiędzy placówkami dzięki technologii PACSGEAR. PACSGEAR dostarcza swoje rozwiązania do ponad 50 krajów i blisko połowy szpitali w USA. Wśród klientów firmy znajdują się m.in. Kaiser Permanente, Henry Ford Health System, Hospital Corporation of America (HCA), Mount Sinai Hospital, Standford Hospital & Clinics oraz Centrum Medyczne Uniwersytetu w Chicago.

## Drukarki oraz urządzenia wielofunkcyjne
Lexmark specjalizuje się w drukarkach oraz akcesoriach do drukarek. Aktualna gama produktów zawiera kolorowe i monochromatyczne drukarki laserowe. Niedawno firma Lexmark wycofała się z produkcji drukarek atramentowych. Segment ten wykupiony został przez firmę Funai, wieloletniego partnera Lexmarka. Lexmark sprzedaje także drukarki igłowe. Firma była jedną z pierwszych, która wdrożyła drukarki posiadające ekrany dotykowe z możliwością obsługi Internetu.

### Urządzenia wielofunkcyjne
- Seria X740
- Seria X790
- Seria CX310/410
- Seria MX910
- Seria MX810
- Seria MX710
- Seria MX310/410/510
- Seria MX610
- Seria X900
- Seria X860

### Drukarki laserowe
- Seria C790
- Seria C740
- Seria CS 310/410
- Seria MS810
- Seria MS510/610
- Seria MS310/410
- Seria W850
- Seria C900

### Drukarki igłowe
- Lexmark 2580
- Lexmark 2580n
- Lexmark 2581
- Lexmark 2581n
- Lexmark 2590
- Lexmark 2590n
- Lexmark 2591
- Lexmark 2591n

## Usługi zarządzania obiegiem dokumentów
Lexmark skupia swoją działalność także na budowaniu rozwiązań i usług, które pomagają zarządzać drukiem w firmie. Usługi zarządzania drukiem od Lexmarka, stanowią kompleksowe podejście do poprawy infrastruktury drukowania w przedsiębiorstwie. Pomagają zwiększać zwrot z inwestycji za pomocą kolejnych poziomów wdrożenia.
- Optymalizacja — dostosowanie urządzeń do działalności lub celów firmy, określając odpowiednie ich zestawienie i umiejscowienie w organizacji w celu uzyskania najlepszej wydajności i efektywności pracowników.
- Zarządzanie — koncentracja na codziennym zarządzaniu urządzeniami. Ciągłe monitorowanie i proaktywne wsparcie pozwalają zmaksymalizować dostępność zasobów i zapewnić efektywne zarządzanie materiałami eksploatacyjnymi.
- Udoskonalenie — wdrożenie sprawdzonych strategii ograniczających liczbę wydruków, kontrolowane są nieekonomiczne i niepotrzebne operacje drukowania, co zwiększa poziom oszczędności.
- Innowacja — ciągłe śledzenie i analiza umożliwiają zwiększenie wartości dzięki rozwiązaniom procesów biznesowych. Zarządzanie dokumentacją oraz rozwiązania w zakresie przepływu pracy rozmieszczone nawet w części organizacji pozwalają zwielokrotnić produktywność i przyspieszyć zwrot z inwestycji.

Wśród rozwiązań dla firm znajdują się:
- Rozwiązania Back Office – pomagające zarządzać wydrukami w organizacjach dotyczące np. przetwarzania faktur, obsługi rekrutacji i zatrudnienia, przetwarzania wydatków
- Zwalnianie wydruków – daje swobodę wysyłania dokumentów z komputera, tabletu, smartfonu lub portalu internetowego i drukowania ich na dowolnej drukarce zwykłej lub wielofunkcyjnej obsługującej tę funkcję.
- Bezpieczeństwo – np. bezpieczne interfejsy sieciowe i bezpieczny dostęp do wydruków w sieci.
- Drukowanie z urządzeń przenośnych – poprzez aplikacje stworzone przez Lexmarka. Rozwiązanie „Print Release” umożliwia drukowanie z urządzeń mobilnych i daje przedsiębiorstwom możliwość monitorowania i zarządzania zadaniami drukowania. Rozwiązanie „Document Accounting” umożliwia kompleksowe monitorowanie i raportowanie, w tym monitorowanie aktywności urządzeń wyjściowych, zbieranie szczegółowych danych i tworzenie raportów przez użytkowników, grupy i urządzenia. Zadania wysłane przez użytkowników mobilnych są monitorowane w taki sam sposób, jak te wysłane ze stacjonarnego komputera.

W maju 2012 roku Lexmark został ogłoszony liderem w zakresie usług zarządzania drukiem (MPS) w raporcie Forrester Wave. W raporcie oceniani byli najlepsi dostawcy usług zarządzania drukiem, a Lexmark otrzymał najwyższy wynik za swoją strategię, doświadczenie na rynku MPS, technologię, własne rozwiązania, integrację z procesami biznesowymi, możliwość drukowania mobilnego i możliwość globalnych dostaw.
Raport podkreślał, że ostatnie przejęcia Lexmarka pomogły firmie skoncentrować się na aplikacjach skierowanych do punktów obsługi klienta (PoS point-of-service) w kluczowych branżach takich jak: handel detaliczny, branża farmaceutyczna, usługi finansowe i opieka zdrowotna, jak również pomagają budować niezależną klasę zintegrowanych systemów zarządzania zasobami informacyjnymi (ECM) oraz przyczyniają się do rozwoju możliwości zarządzania procesami biznesowymi (BPM).
Dostawcy MPS, aby znaleźć się w raporcie musieli spełnić trzy kryteria:
- wpisywać swoje działania w definicję MPS przyjętą przez Forrester Research,
- mieć innowacyjne rozwiązania oraz znaczący udział w rynku,
- generować duże zainteresowanie klientów.

W czerwcu 2014 roku Lexmark został liderem w zakresie usług zarządzania drukiem według europejskiej firmy analitycznej Quocirca.

## Rezygnacja z drukarek atramentowych
W sierpniu 2012 Lexmark ogłosił wycofanie się z produkcji linii drukarek atramentowych. Szacowano, że wycofanie z produkcji drukarek atramentowych przyniesie firmie ok. 95 mln dolarów oszczędności, ale przedstawiciele koncernu podkreślali jednocześnie, że przedstawione działania są częścią rozpoczętego wcześniej procesu restrukturyzacji, który w sumie będzie kosztował firmę ok. 160 mln dolarów.
Atramentową technologię Lexmarka przejmuje firma Funai, produkująca sprzęt atramentowy dla Lexmarka od 1997 roku. Wartość kontraktu wynosi około 100 mln dolarów, a wśród sprzedanych zasobów znajduje się ponad 1500 posiadanych patentów, technologie wydruku i obrazowania oraz zakład produkcyjny na Filipinach.